# Hsiao Shih-hsin
Dans ce nom chinois, le nom de famille, Hsiao, précède le nom personnel Shih-hsin.
Hsiao Shih-hsin (né le 3 avril 1990) est un coureur cycliste taïwanais. Il participe à des compétitions sur route et sur piste.

## Palmarès sur piste

### Championnats du monde
- Apeldoorn 2018
  - 22e du kilomètre[1]

### Championnats d'Asie
- New Delhi 2013
  -  Médaillé de bronze du kilomètre
- New Delhi 2017
  -  Médaillé d'argent du kilomètre
- Nilai 2018
  -  Médaillé d'argent du kilomètre
- Jakarta 2019
  -  Médaillé d'argent du kilomètre

### Jeux d'Asie de l'Est
- 2013
  -  Médaillé de bronze du kilomètre

### Championnats nationaux
- 2023
  -  Champion de Taïwan de vitesse par équipes (avec Yang Sheng-kai et Xu Shi-ru)[2]

## Palmarès sur route

### Par années
- 2012
  - 2e étape du Tour de Singkarak
- 2014
  - 8e et 9e étapes du Tour du lac Poyang
- 2021
  - 3e du championnat de Taïwan sur route
- 2023
  -  Champion de Taïwan sur route

### Classements mondiaux
| Année                                 | 2010 | 2011 | 2012 | 2013 | 2014 | 2015 | 2016 | 2017 | 2018 | 2019 | 2020 | 2021 | 2022 | 2023 | 2024 |
| ------------------------------------- | ---- | ---- | ---- | ---- | ---- | ---- | ---- | ---- | ---- | ---- | ---- | ---- | ---- | ---- | ---- |
| UCI Asia Tour                         | 186e | 335e | 236e | nc   | 185e | nc   | nc   | nc   | nc   | nc   | nc   | nc   | nc   | nc   | 68e  |
|                                       |      |      |      |      |      |      |      |      |      |      |      |      |      |      |      |
| Légende : nc = non classéSource : UCI |      |      |      |      |      |      |      |      |      |      |      |      |      |      |      |